# 2023년 오디샤주 열차 충돌 사고

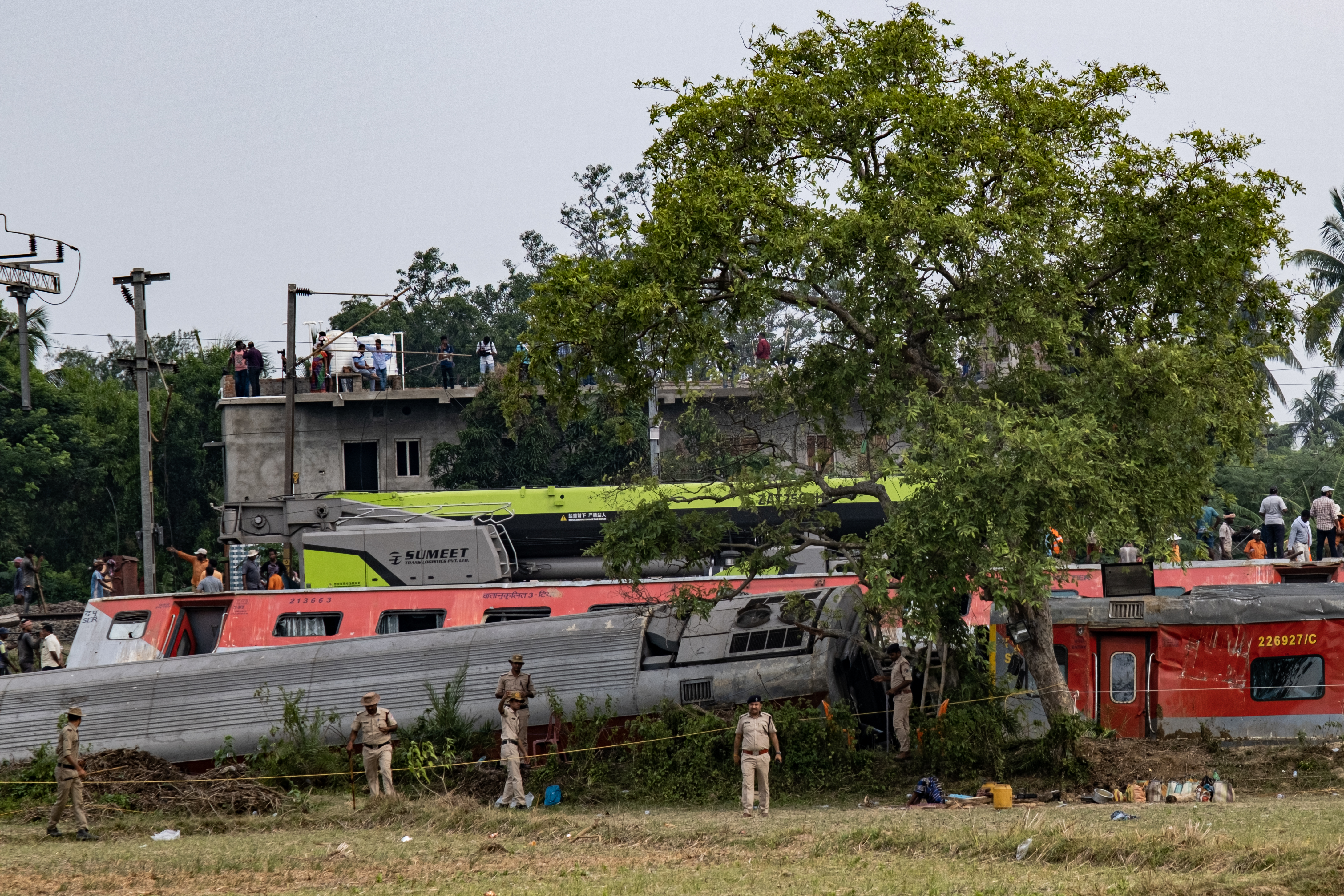
추돌 사고를 일으킨 해당 열차의 잔해 모습.

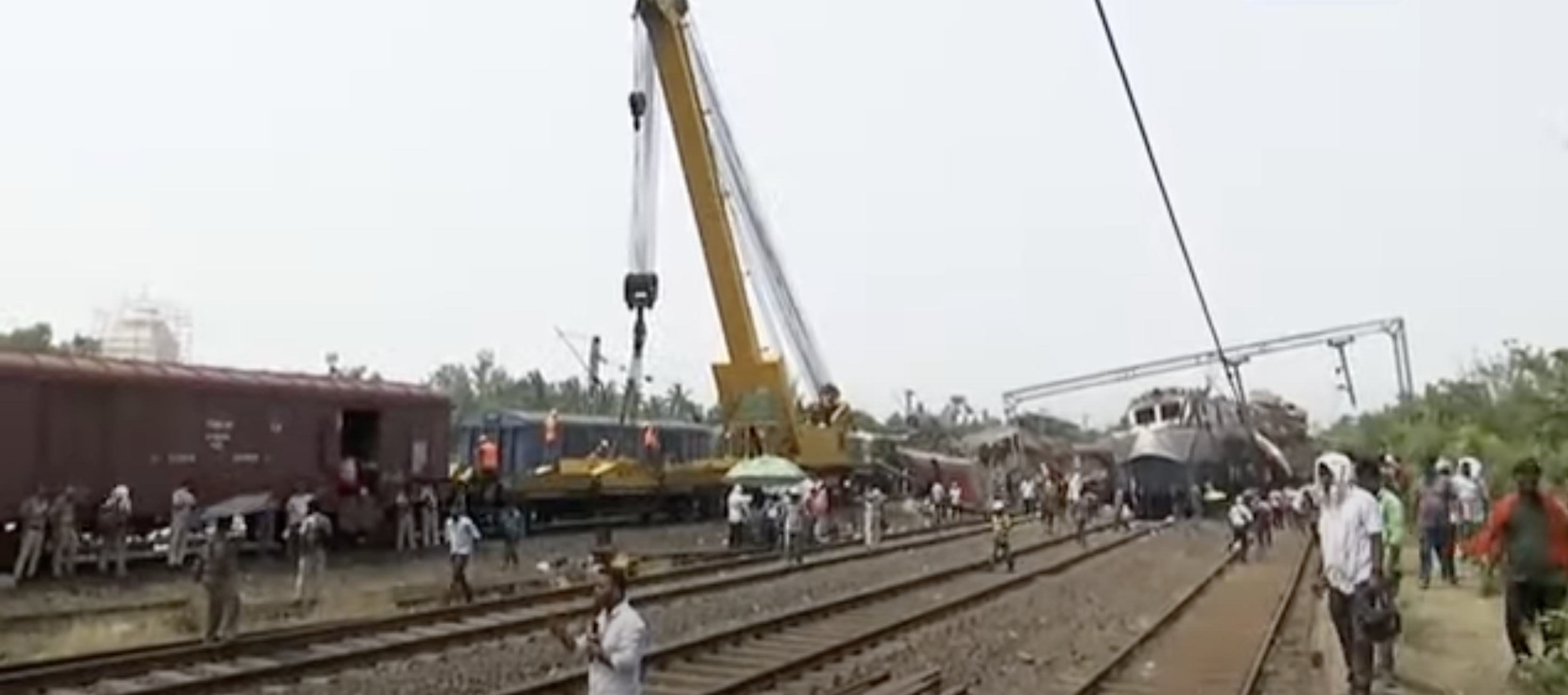
현장에서 구조중인 모습

2023년 오디샤주 열차 충돌 사고의 간략화된 다이어그램

2023년 오디샤주 열차 충돌 사고(2023 Odisha train collision)은 인도 오디샤주 발라소르구 바하나가 바자르역에서 3대의 열차가 순차적으로 충돌하는 사고를 가리킨다. 이 사고로 인해 최소한 295명에서 380명이 숨지고 1,175명의 부상자가 발생하였다. 이번 열차 사고는 21세기 들어 4번째로 심각한 철도 관련 사고이며, 1995년에 있었던 피로자바드 철도 참사 이래 인도 내에서의 최악의 철도 참사이다.

## 사고의 원인
인도 동북부 오디샤주에서 발생한 열차 3중 충돌 참사는 예비조사 결과 철로에 대한 진입 관련 신호의 오류인 것으로 잠정적으로 결론지은 것으로 보고되어 있다. 그러나 인도의 타임스오브인디아 등에 의하면 6월 3일, 사고 현장을 방문한 관계자에 의하면, "코로만델 익스프레스는 첸나이를 향한 주 선로로 진행하지 않고, 화물열차가 있었던 환상선(環狀線)으로 진입하였다가 충돌이 발생하였다."며, 이는 신호와 관련된 자에 의한 실수로 드러난다고 전하였다.
하지만, 인도 정부가 인도 자국 내에서 전체적으로 구축되어 있는 열차 충돌 관련 방지 시스템인 '카바치'가 해당 사고 노선에는 아직까지 제대로 도입되지 않았다는 점도 거론했다. 이에 따라 인도 당국은 기술적 결함 등 여러 가능성을 놓고 더욱 더 정확한 사고 원인을 조사하고 있다. 아슈위니 바이슈노 철도부 장관은 구체적인 사고 원인을 조사하기 위해 고위급 조사 위원회까지 차림했다고 밝혔다.

## 여파
철도 당국은 고인의 유족에게 100만 루피를, 중상 피해자에게는 20만 루피를, 경미한 부상자에게는 5만 루피의 보상금을 각각 지급하기로 결정했다고 밝혔다. 아울러 PMNRF로부터 20만 루피의 보상금이 사망자 유가족에게 지급되고, 부상자에게는 5만 루피가 지급된다.

## 반응
나렌드라 모디 인도 총리는 이번 사건에 대한 비통함을 표하고 슬픔에 빠진 가족들에게 마음을 전한다고 밝혔다. 노동조합 내무장관은 이번 사건을 "심히 고통스럽다"고 밝혔다. 이와 함께 일부 총리들도 사고에 대해 깊은 우려를 표명하였다.

## 같이 보기
- 구포역 열차 전복 사고
- 2022년 모르비 다리 붕괴 사고 - 이 사고가 일어나기 반년 전 당시, 이태원 압사 사고와 같은 시점에 일어난 인도 최악의 교량 관련 붕괴 사고